# Знак монетного двору

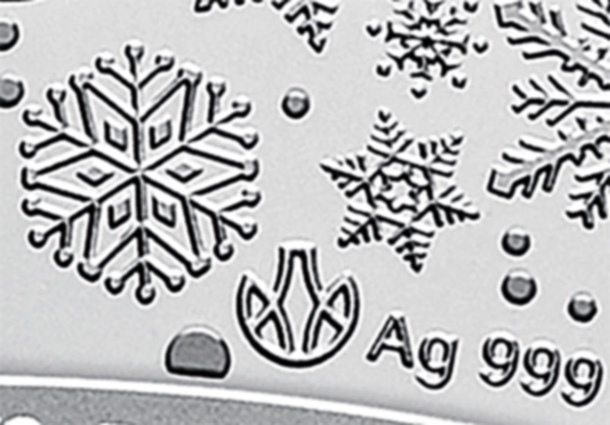
Логотип Банкнотно-монетного двору НБУ на монеті «Щедрик – колядка дзвонів»

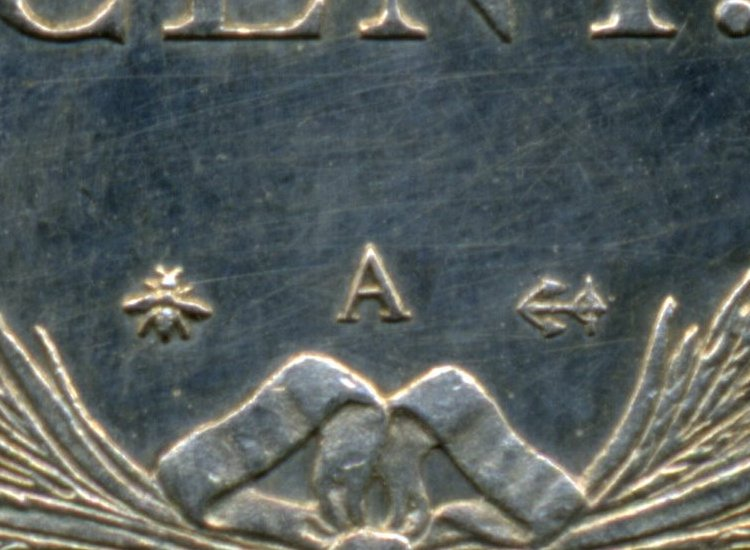
Знак Паризького монетного двору на 20 центах Кохінхінського піастра.

Знак монетного двору — буква, символ або напис на монеті, що символізує монетний двір, на якому була викарбувана монета.

## Історія
Знаки монетного двору спочатку використовувалися для виявлення проблем у монетах. Якщо монета мала замалу або надмірну вагу, то знак монетного двору давав змогу звузити коло пошуку появи проблеми до місця карбування монети. Перші монетні знаки, що мали назву «Знаки магістрату», були запроваджені греками та допомагали ідентифікувати магістрат, що відповідав за карбування монети. Несанкціонована зміна складу або ваги монети було дуже серйозним злочином, часто караним смертю у багатьох цивілізаціях.